# Lernahovit, Lori
Lernahovit là một đô thị thuộc tỉnh Lori, Armenia. Dân số ước tính năm 2011 là 1311 người.